# Az ENSZ Környezetvédelmi Programja

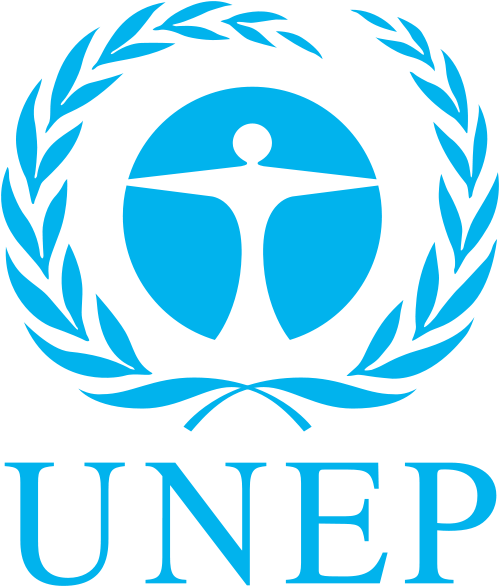
UNEP-logó

Az ENSZ Környezetvédelmi Programja (United Nations Environment Programme – UNEP) 1972-ben lett alapítva.
Környezeti tevékenységének koordinálását, a fejlődő országokban való környezeti szempontból elfogadható gazdaságpolitika kialakításánál való segédkezést és a fenntartható fejlődés elősegítését célzó ENSZ-szervezet. A központja Nairobiban, Kenyában található.
Feladatai közé tartozik többek között a környezet állapotának figyelése és a róla szóló adatok beszerzése és terjesztése, a nemzetközi környezetvédelmi együttműködés előmozdítása és az esetleges környezeti katasztrófák kezelése. A program emellett közpolitikai javaslatokat tesz kormányok és régiók számára, támogatja a környezeti tudomány terjesztését és segítséget nyújt bizonyos kapcsolódó fejlesztési programok létrehozásában is.
Az UNEP irányvonalakat és szerződéseket hozott létre olyan ügyekkel kapcsolatban, mint a potenciálisan káros vegyi anyagok nemzetközi kereskedelme, határon túli légszennyezés, vagy a nemzetközi víziutak szennyezése.
A Meteorológiai Világszervezet és az UNEP hozta létre a Klímaváltozás Kormányközi Bizottságát (Intergovernmental Panel on Climate Change, IPCC) 1988-ban. Az UNEP egyben a Global Environment Facility (GEF) egyik Programvégrehajtó Egysége.

## Ügyvezető igazgatók
A program jelenlegi vezetője Inger Andersen, az IUCN, a Természetvédelmi Világszövetség  volt főigazgatója,  aki  Eric Solheim (2016-2018) után az ügyvezető igazgatót Joyce Msuya-t váltotta 2019-ben. A programot előtte Achim Steiner (2006-2016) a német Klaus Töpfert 1998-ig a kanadai Elizabeth Dowdeswell irányította, aki 1992-ben került az egyiptomi Musztafa Kamal Tolba helyére. Az intézmény első vezetője pedig 1972 és 1975 között a szintén kanadai Maurice Strong volt.

## Felépítés
Az UNEP 6 különböző osztályra oszlik, ezek a következők - zárójelben az osztályok angol rövidítései:
- A korai jelzés és becslés osztálya (DEWA)
- A környezeti politikák megvalósításának osztálya (DEPI)
- Technológiai, ipari és gazdasági osztály (DTIE)
- Regionális együttműködési osztály (DRC)
- Környezeti jog és konvenciók osztálya (DELC)
- Kommunikációs és információs osztály (DCPI)

## Világévek
A program 2007-et a delfinek nemzetközi évévé nyilvánította, melynek védnöke a monacói Albert herceg, nagykövete pedig a Backstreet Boysból ismert Nick Carter volt. 2010 a biodiverzitás, 2011 az erdők éve volt, míg az idei év a fenntartható energia éve a program szerint.

## Jelentések
Az UNEP számos kiadványt készít, atlaszoktól hírleveleken át különféle jelentéskig, melyek különböző információkat és közpolitikai javaslatokat fogalmaznak meg. A program szerint az emberiség már most jelentősen túllépi az ökológiailag fenntartható kereteket, ezért a fogyasztás visszavételére, illetve a vegán étrendre való átállásra is sürget.

## Reform
Az IPCC negyedik jelentését követően felmerült az igény, hogy a programot egy szervezetre cseréljék, melyet több ország is támogat. Az erősebb szervezet mellett foglalt állást Angela Merkel vagy Nicolas Sarkozy, de az Európai Unió legtöbb országa is a támogatók között van. Az erőteljesebb, WHO alapján létrehozandó szervezet támogatói közül viszont hiányzik az Egyesült Államok, Oroszország vagy Kína vagyis a legnagyobb széndioxid kibocsátású országok.

## Főbb feladatai
A program főbb tevékenységei az alábbi módon csoportosíthatóak:
- Klímaváltozás
- Katasztrófák és konfliktusok
- Ökológiai menedzsment
- Környezeti kormányzás
- Veszélyes anyagok
- Erőforrás hatékonyság

## Lásd még
- Egyesült Nemzetek Szervezete
- Zöld munkahelyek